# Abronia meledona
Abronia meledona là một loài thằn lằn trong họ Anguidae. Loài này được Campbell & Brodie miêu tả khoa học đầu tiên năm 1999.